# Monodon monoceros
Il narvalo (Monodon monoceros Linnaeus, 1758) è un cetaceo odontoceto estremamente caratteristico, il cui maschio presenta una zanna molto lunga attorcigliata a spirale che sporge orizzontalmente dalla mascella superiore. Trascorre tutto l'anno nelle acque artiche intorno alla Groenlandia, al Canada e alla Russia. È, insieme al beluga, una delle due specie esistenti della famiglia dei Monodontidi (Monodontidae), nonché l'unico rappresentante del genere Monodon. Il narvalo è stato una delle molte specie descritte da Linneo nel suo Systema Naturae del 1758.
Come il beluga, il narvalo è un cetaceo di medie dimensioni. Entrambi i sessi, esclusa la zanna, presentano una lunghezza compresa tra 3,95 e 5,5 m; i maschi sono leggermente più grandi delle femmine. Il peso medio di un esemplare adulto varia tra gli 800 e i 1600 kg. I maschi raggiungono la maturità sessuale tra gli 11 e i 13 anni di età, le femmine molto prima, tra i 5 e gli 8 anni. I narvali sono privi di pinna dorsale e hanno le vertebre cervicali articolate come quelle della maggior parte degli altri mammiferi, non fuse come nei delfini e nella maggior parte dei cetacei.
Presente principalmente nelle acque artiche canadesi, groenlandesi e russe, il narvalo è un predatore altamente specializzato alla vita nell'Artico. In inverno si nutre di prede bentoniche, per lo più pesci piatti, sotto lo spesso strato di pack; durante l'estate, mangia soprattutto merluzzi artici e halibut della Groenlandia, integrando la dieta con altre specie come il merluzzo polare. Ogni anno, con l'arrivo dell'estate, migra dalle baie costiere verso l'oceano aperto. In inverno, i maschi possono spingersi occasionalmente fino a 1500 m di profondità, restando immersi anche per 25 minuti. I narvali, come la maggior parte degli odontoceti, comunicano con «click», «fischi» e «colpi».
I narvali possono vivere fino a 50 anni, ma spesso muoiono soffocati dopo essere rimasti intrappolati sotto la banchisa. Altre cause di mortalità, in particolare tra i giovani, sono la fame e la predazione da parte delle orche. Poiché in precedenza si riteneva che il numero di narvali fosse inferiore alle 50000 unità, la specie veniva classificata come «prossima alla minaccia» (Nearly Threatened) dall'Unione internazionale per la conservazione della natura (IUCN). Stime più recenti, tuttavia, indicano che il numero di esemplari è più elevato (superiore alle 170000 unità), quindi la specie è stata riclassificata a «rischio minimo» (Least Concern). I narvali sono stati cacciati per centinaia di anni dagli Inuit del Canada settentrionale e della Groenlandia per la carne e l'avorio e il prelievo regolamentato di alcuni esemplari è consentito tuttora.

## Tassonomia ed etimologia

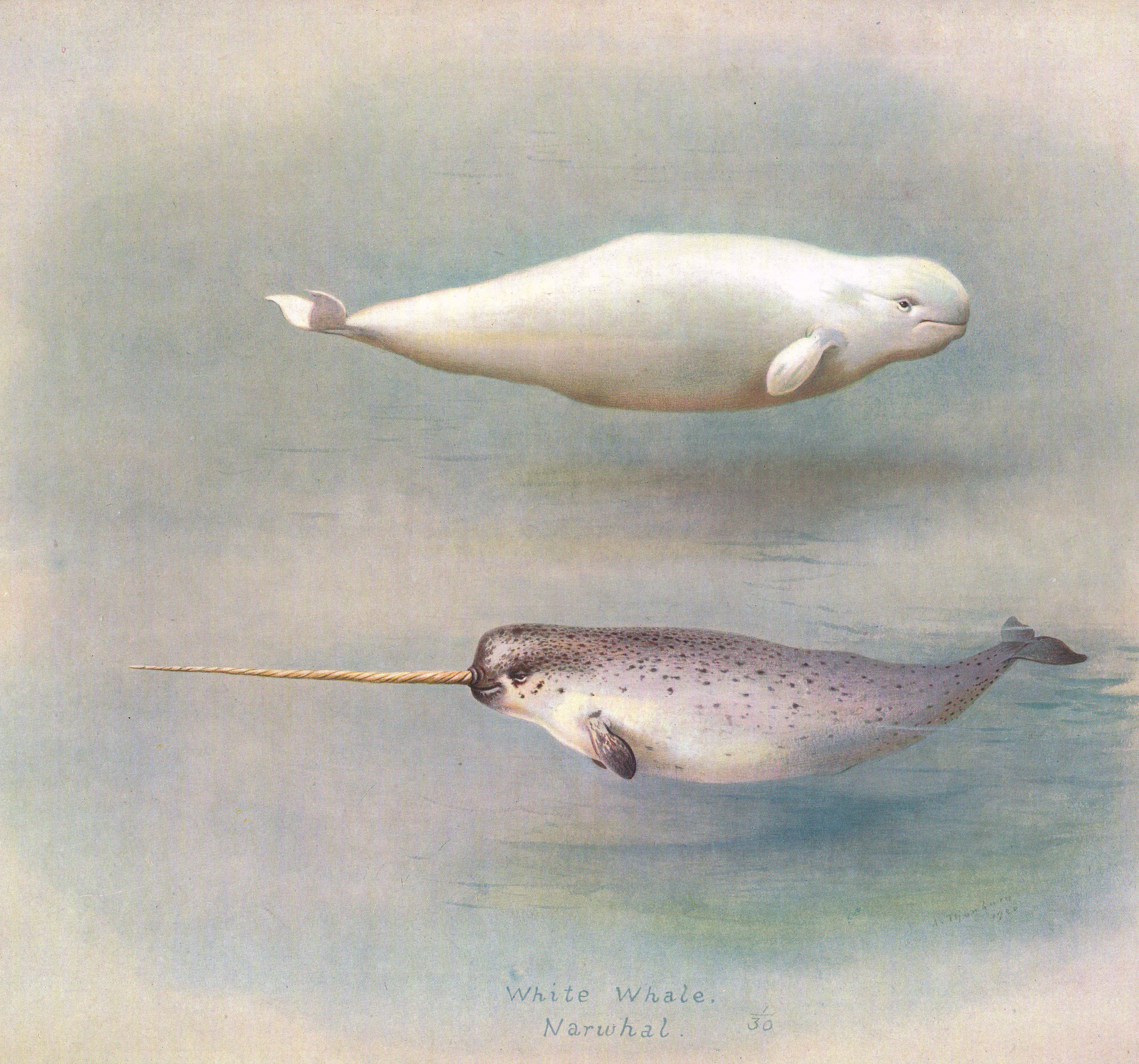
Raffigurazione di un narvalo (in basso) e di un beluga (in alto), il suo parente più stretto

Il narvalo è stato una delle molte specie descritte originariamente da Linneo nella sua celebre decima edizione del Systema Naturae del 1758. Il suo nome è l'italianizzazione del nome francese narval, che a sua volta deriva dalla parola norrena nár, che significa «cadavere», in riferimento alla pigmentazione grigiastra e screziata dell'animale, simile a quella di un marinaio annegato, o alla sua abitudine di restare immobile in estate sulla superficie del mare (logging); whal, invece, significa «balena» (cfr. l'inglese whale). Il nome scientifico, Monodon monoceros, deriva dal greco e significa letteralmente «un dente, un corno».
Il narvalo è parente stretto del beluga. I due sono gli unici membri esistenti della famiglia dei Monodontidi (Monodontidae), cetacei che si distinguono per le medie dimensioni (circa 4 m di lunghezza), il melone (organo sensoriale situato nella fronte) piuttosto pronunciato, il rostro corto e l'assenza di una pinna dorsale vera e propria.
Sebbene il narvalo e il beluga vengano classificati in due generi monotipici separati, alcune prove sembrano indicare che possano, seppur molto raramente, incrociarsi. Intorno al 1990, nella Groenlandia occidentale, venne rinvenuto il cranio completo di un cetaceo anomalo. I biologi marini lo descrissero come diverso da quello di qualsiasi specie conosciuta, ma con caratteristiche intermedie tra i crani di un narvalo e di un beluga, proprio come se si trattasse di un ibrido delle due specie; tale ipotesi è stata effettivamente confermata nel 2019 dalle analisi genetiche e isotopiche.
Monodontidi, Delfinidi (Delphinidae) e Focenidi (Phocoenidae) costituiscono la superfamiglia Delphinoidea, dalla probabile origine monofiletica. Le prove genetiche suggeriscono che le focene in particolare siano strettamente imparentate con i Monodontidi e che queste due famiglie costituiscano un clade separato discostatosi dagli altri Delphinoidea nel corso degli ultimi 11 milioni di anni. I resti fossili indicano che i primi Monodontidi vivevano nelle acque tropicali, dalle quali potrebbero essere migrati verso acque artiche e subartiche in risposta agli sconvolgimenti della catena alimentare marina durante il Pliocene.

## Descrizione

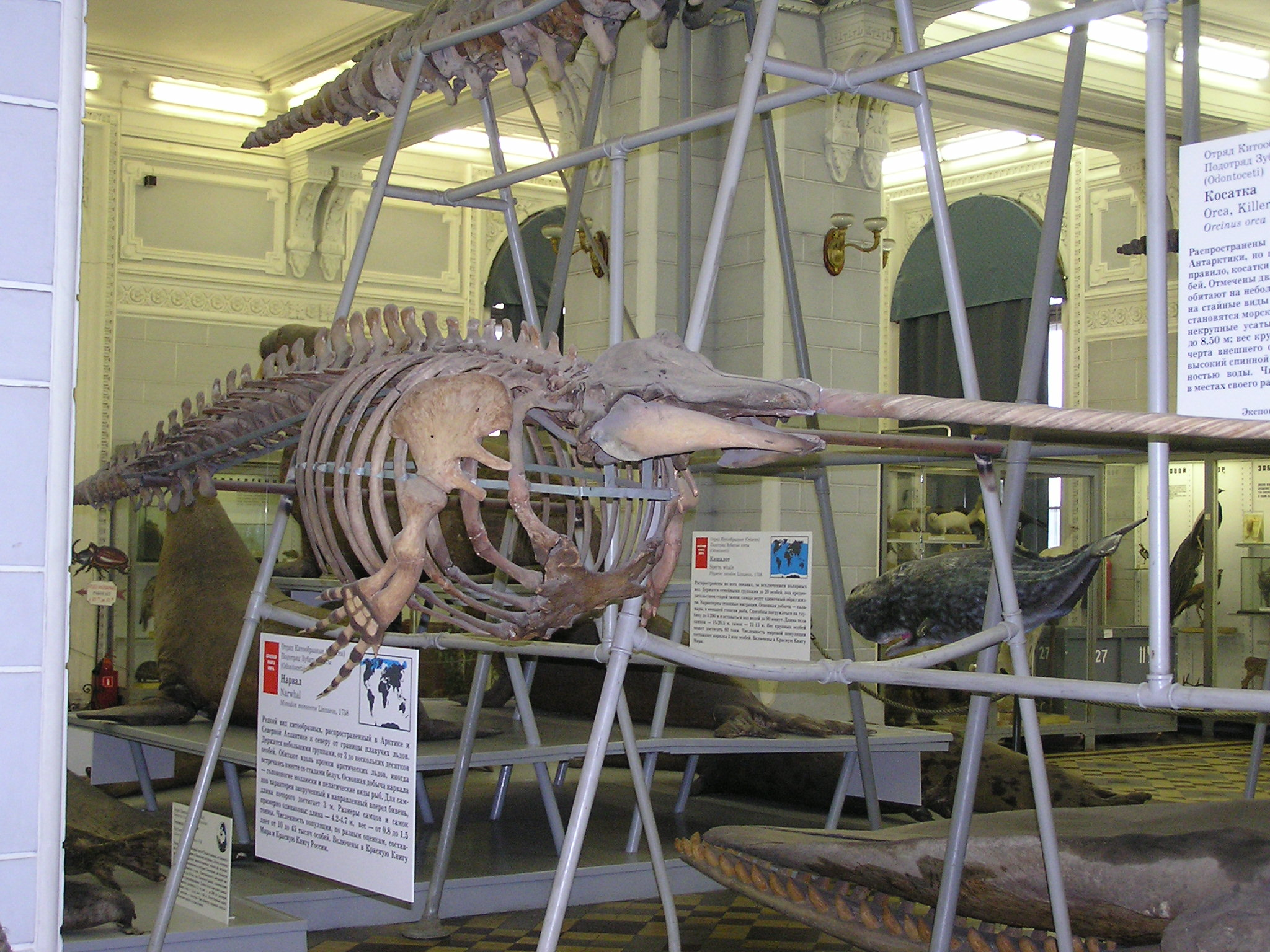
Scheletro completo al museo di zoologia di San Pietroburgo

I narvali sono cetacei di medie dimensioni, grandi più o meno quanto un beluga. La lunghezza totale in entrambi i sessi, esclusa la zanna, è di 3,95-5,5 m. La lunghezza media, comunque, è di 4,1 m nei maschi e di 3,5 m nelle femmine. Il peso è di 800-1600 kg. I maschi raggiungono la maturità sessuale tra gli 11 e i 13 anni, quando sono lunghi circa 3,9 m. Le femmine, invece, sono in grado di riprodursi anche in giovane età, tra i 5 e gli 8 anni, quando sono lunghe circa 3,4 m.
Il narvalo presenta una colorazione chiara a chiazze scure sul dorso e sui fianchi, ma il colore cambia in modo notevole con l'età. I neonati sono uniformemente grigi o grigi-brunastri, poi di un grigio-bruno più nerastro e successivamente con macchie biancastre su parte inferiore dei fianchi, ventre e regioni posteriori; tali macchie iniziano a svilupparsi in prossimità dell'ombelico e della fessura genitale al raggiungimento della maturità sessuale. I maschi anziani sono quasi completamente bianchi. I narvali sono privi di pinna dorsale: tale peculiarità potrebbe essere un adattamento evolutivo che consente loro di nuotare più facilmente sotto il ghiaccio, facilitare il rotolamento o ridurre la superficie corporea e la perdita di calore. Al loro posto, possiedono una cresta appena evidente. Le vertebre cervicali sono articolate, come quelle dei mammiferi terrestri, e non fuse insieme come quelle della maggior parte dei cetacei: ciò conferisce al collo una notevole flessibilità. Entrambe queste caratteristiche sono proprie anche del beluga. La coda ha un'intaccatura e i bordi dei lobi sono convessi. La coda dei maschi tende a essere più lunga di quella delle femmine e l'intaccatura mediana è più pronunciata. Le estremità delle pinne arricciate diventano più prominenti con l'età.

### Zanna

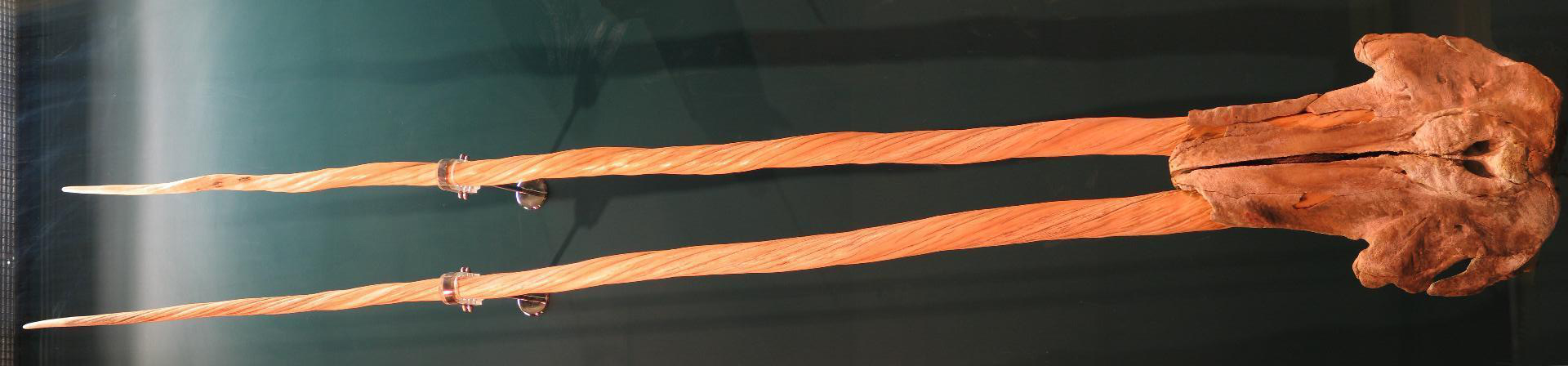
Il cranio di un raro narvalo dalla zanna doppia. Di solito, solo il canino superiore sinistro si trasforma in zanna. Solo in casi rari i maschi sviluppano due zanne. Tuttavia, l'esemplare in questione, risalente al 1684 e conservato al museo di zoologia di Amburgo, era una femmina.

Alla nascita, i piccoli possiedono due denti inseriti in orizzontale nella gengiva. Alla fine del primo anno, nei maschi e di rado in alcune femmine, il dente sinistro erutta, forando il labbro superiore, e cresce sviluppandosi in una zanna a spirale sinistrorsa. Questa struttura può allungarsi fino a 2 o 3 metri e arrivare a misurare alla base quasi 10 centimetri, con un peso di 10 chilogrammi. Circa un maschio su 500 possiede due zanne, eventualità che si riscontra quando anche il canino destro cresce attraverso il labbro. Solo il 15% circa delle femmine sviluppa una zanna, ma generalmente è più piccola di quella del maschio e presenta una spirale meno pronunciata. È noto anche il caso di una femmina, catturata nel 1684, che aveva sviluppato una zanna doppia (immagine a fianco).
Sono state avanzate diverse ipotesi sui possibili vantaggi che questa struttura darebbe all'animale: dalle funzioni alimentari, legate a una più facile cattura delle prede, setacciando il fondale per stanarle o addirittura infilzandole, al suo impiego come «trapano» per perforare il ghiaccio sottile e creare fori di respirazione o ancora come arma difensiva o trasmettitore di onde sonore. È anche probabile che svolga un ruolo nei rituali di corteggiamento o nei combattimenti tra maschi. Il ritrovamento di molte cicatrici sui corpi di narvali maschi adulti, l'alta incidenza di zanne rotte nei maschi adulti e la crescita del dente durante la maturità sessuale indicano che le zanne sono usate in incontri bellicosi. Il combattimento definisce la gerarchia sociale all'interno del branco, in cui i maschi più forti e con i denti più grossi hanno un ruolo dominante. La presenza di numerose terminazioni nervose appurata all'interno della zanna ha portato a ipotizzare che questa possa costituire un dispositivo sensoriale, capace di rilevare cambiamenti lievi di temperatura e di pressione. La zanna potrebbe quindi, per esempio, permettere al narvalo di sapere quando il mare sta per congelare o fornirgli altre informazioni utili per vivere nel suo ambiente. Nell'agosto 2016, un drone ha filmato dei narvali che si alimentavano in superficie nel Tremblay Sound, nel Nunavut: il video mostra che la zanna viene anche usata per colpire e tramortire piccoli merluzzi artici in modo da poterli catturare più facilmente. La zanna, tuttavia, non è di fondamentale importanza per la sopravvivenza dell'animale, in quanto le femmine – che nella stragrande maggioranza dei casi ne sono prive – vivono in genere più a lungo dei maschi. Pertanto, è opinione generale tra gli scienziati che la zanna del narvalo sia fondamentalmente un carattere sessuale, in modo simile alle corna del cervo, alla criniera del leone o alle penne del pavone.

### Denti vestigiali
La zanna è circondata posteriormente, ventralmente e lateralmente da numerosi piccoli denti vestigiali che variano per morfologia e istologia. Questi denti a volte possono emergere dall'osso, ma generalmente si trovano all'interno di alveoli che si aprono sul rostro accanto alla zanna. La morfologia e l'anatomia variabile di questi piccoli denti indicano un percorso di obsolescenza evolutiva che ha portato alla loro totale degenerazione.

## Genoma
Una sequenza del genoma di 2,3 GB è stata decifrata da vari istituti della Illumina, Inc. Il genoma è costituito per il 37,9% da elementi ripetitivi e codifica attraverso 21785 geni codificanti proteine (in maniera simile a molti altri mammiferi). Il sequenziamento del DNA, oltre a essere utile per valutare il grado di parentela del narvalo rispetto agli altri cetacei, può aiutare anche a comprendere l'evoluzione e lo sviluppo embrionale di caratteristiche come la zanna e il dimorfismo sessuale.

## Distribuzione e habitat

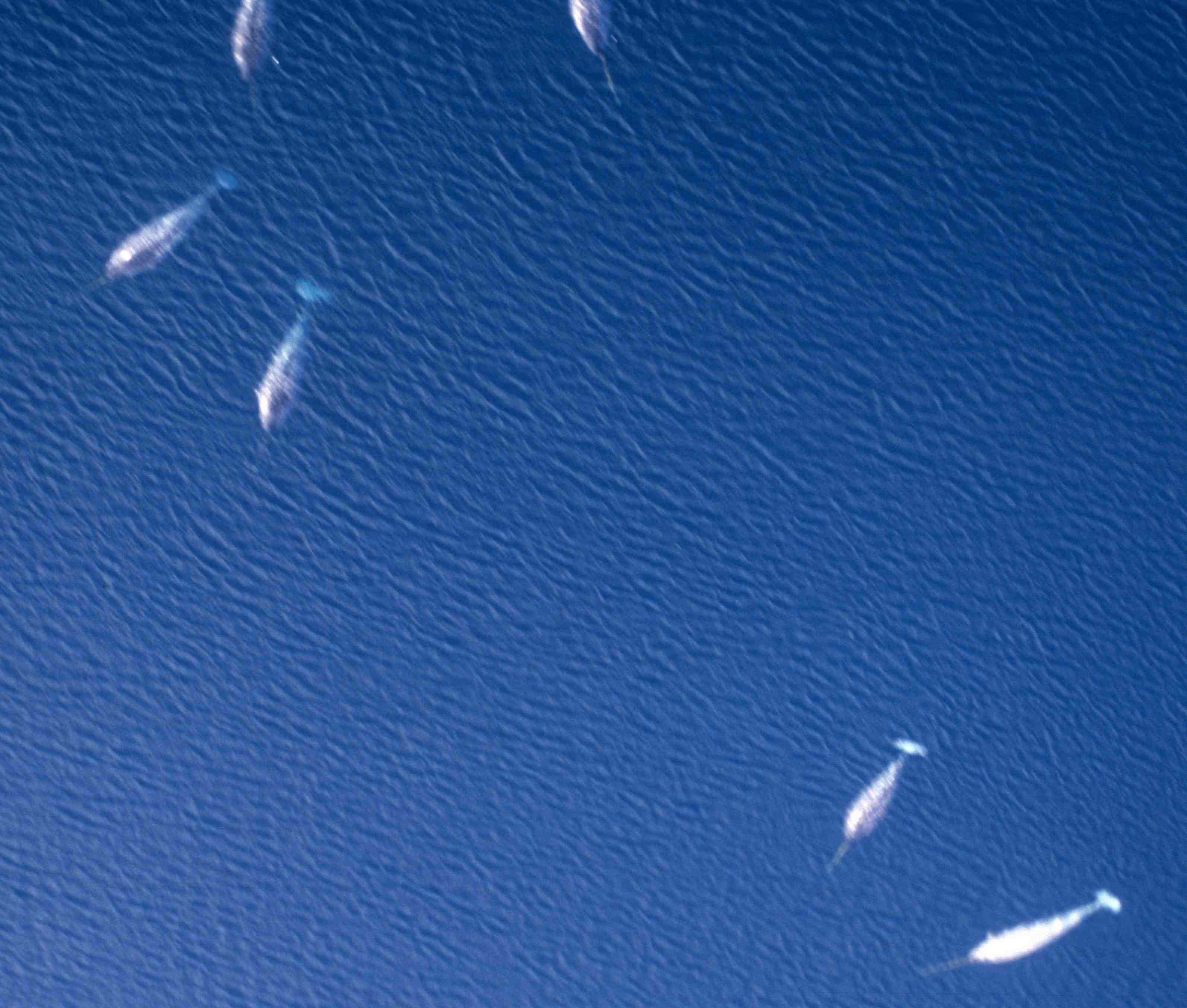
Narvali nella Creswell Bay (Somerset Island)

Il narvalo è diffuso prevalentemente nelle zone atlantiche e russe del Mar Glaciale Artico. La sua presenza viene segnalata regolarmente nell'arcipelago artico canadese, ad esempio nella parte settentrionale della baia di Hudson, nello stretto di Hudson e nella baia di Baffin; al largo della costa orientale della Groenlandia; e in una striscia che dall'estremità settentrionale della Groenlandia corre fino alla Russia orientale (170° est), attraverso le Svalbard, la Terra di Francesco Giuseppe e la Severnaja Zemlja. Gli avvistamenti più settentrionali sono stati registrati a nord della Terra di Francesco Giuseppe, a circa 85° di latitudine nord.

## Biologia

### Struttura sociale
I narvali tendono a raggrupparsi in branchi di circa cinque-dieci individui, talvolta anche venti al di fuori dell'estate. Tali branchi possono essere nursery formate solo da femmine e piccoli o comprendere solo giovani che hanno lasciato la madre o maschi adulti, ma è possibile anche incontrare gruppi misti in ogni periodo dell'anno. In estate, diversi gruppi si riuniscono insieme, formando aggregazioni che possono comprendere da 500 a oltre 1000 individui.
I maschi a volte incrociano delicatamente le zanne o le mostrano sopra la superficie dell'acqua (tusking) per segnalare il loro dominio sociale. Tuttavia, è possibile che le zanne vengano impiegate anche come organo sensoriale e di comunicazione per condividere informazioni sulla chimica dell'acqua rilevata dai microcanali posti al suo interno.

### Migrazioni
I narvali effettuano migrazioni stagionali e mostrano una spiccata fedeltà alle stesse aree estive libere dai ghiacci, situate generalmente in acque poco profonde. Nei mesi estivi si avvicinano alle coste, spesso in gruppi di 10-100 esemplari, per poi spostarsi al largo in inverno, in acque più profonde sotto uno spesso strato di banchisa, affiorando per respirare dalle strette fessure del ghiaccio marino. Con l'arrivo della primavera, queste fessure si aprono formando veri e propri canali navigabili, grazie ai quali i narvali fanno ritorno nelle baie costiere. I narvali del Canada e della Groenlandia occidentale svernano regolarmente sotto la banchisa dello stretto di Davis e della baia di Baffin lungo la scarpata continentale, in zone che presentano meno del 5% di acque libere e un'alta densità di halibut della Groenlandia. I narvali destinano alla ricerca del cibo un maggior consumo di energie durante l'inverno rispetto a quanto facciano in estate.

### Alimentazione
I narvali hanno una dieta relativamente ristretta e specializzata. Essa è composta prevalentemente da halibut della Groenlandia, merluzzi polari e artici, seppie, gamberetti e calamari della famiglia Gonatidae. Occasionalmente nei contenuti stomacali sono stati rinvenuti anche pesci lupo, capelani, uova di razza e talvolta pietre, ingerite accidentalmente quando questi cetacei si nutrono nei pressi del fondale. A causa della mancanza di una dentatura ben sviluppata, si ritiene che i narvali si nutrano nuotando verso la preda fino a distanza ravvicinata e risucchiandola all'interno della bocca. Si pensa che anche gli zifiidi, che presentano parimenti una dentatura ridotta, si nutrano in questo modo. In certi casi la zanna viene utilizzata per colpire e stordire le piccole prede, facilitandone la cattura.
Durante l'estate i narvali si alimentano regolarmente in gruppo. Uno studio pubblicato sul Canadian Journal of Zoology prese in esame la dieta di 73 esemplari di età e sesso differenti provenienti da Pond Inlet per il periodo compreso dal giugno 1978 al settembre 1979. Lo studio rilevò che nel 1978 il merluzzo artico (Boreogadus saida) costituiva circa il 51% della dieta, seguito dall'halibut della Groenlandia (Reinhardtius hippoglossoides), che ne costituiva il 37%. Un anno dopo, le percentuali di entrambe le prede erano cambiate: il merluzzo artico rappresentava il 57% della dieta e l'halibut della Groenlandia il 29%. I pesci di acque profonde – halibut, sebastidi (Sebastes marinus) e merluzzi polari (Arctogadus glacialis) – comparivano soprattutto nella dieta dei maschi: ciò significa che i narvali possono immergersi a più di 500 m di profondità. Lo studio rilevò che le esigenze alimentari del narvalo non differiscono in base al sesso o all'età.

### Immersioni
La maggior parte delle attività di alimentazione si svolge in inverno, quando i narvali stazionano nel pack per 6-8 mesi. Durante questo periodo, questi cetacei possono impegnarsi in un'alimentazione bentonica intensiva. Durante i mesi estivi, invece, i narvali compiono poche immersioni al di sotto dei 500 m. Questo comportamento cambia quando i cetacei giungono nelle aree di svernamento, dove si immergono fino a 25 volte al giorno a profondità superiori a 800 m alla ricerca di cibo, spingendosi fino a 1500 metri. Le immersioni a queste profondità durano circa 25 minuti, compreso il tempo trascorso sul fondo e quello di immersione e di ritorno in superficie. Le immersioni possono variare per tempo e profondità, oltre che in base alla stagione, anche in base alle località. Ad esempio, nelle aree di svernamento della baia di Baffin, i narvali che si trovano a latitudini più meridionali sembrano trascorrere la maggior parte del tempo immergendosi a profondità maggiori lungo la ripida scarpata continentale, mentre quelli che vivono più a nord, sempre nella stessa area, pur avendo accesso ad acque più profonde, effettuano immersioni a profondità minori. Poiché la distribuzione verticale delle prede del narvalo nella colonna d'acqua influenza il suo comportamento alimentare, è possibile che la densità e la distribuzione delle prede plasmino anche le attività di foraggiamento durante l'inverno.

### Comunicazione
Come la maggior parte degli odontoceti, i narvali usano il suono per orientarsi e localizzare le prede. Essi vocalizzano principalmente attraverso «click», «fischi» e «colpi», creati dal movimento dell'aria attraverso le camere vicine allo sfiatatoio. Questi suoni vengono riflessi dalla parte anteriore inclinata del cranio e convogliati nel melone, che può essere controllato dalla muscolatura. I click di ecolocalizzazione vengono prodotti principalmente per individuare le prede e localizzare ostacoli a brevi distanze. È possibile che dei «bang» singoli siano in grado di disorientare o stordire le prede, rendendole più facili da catturare, ma questo non è stato ancora verificato. I narvali emettono anche segnali tonali, come fischi e richiami pulsanti, che si ritiene abbiano una funzione di comunicazione. I richiami prodotti da un determinato esemplare sono più simili a quelli prodotti dai membri del suo stesso gruppo che a quelli di esemplari appartenenti a gruppi diversi ed è probabile che in questa specie esistano richiami specifici di un gruppo o di un individuo. I narvali sono anche in grado di regolare la durata e il tono dei loro richiami pulsanti, sì da massimizzare la propagazione del suono in ambienti acustici variabili. I narvali producono anche altri suoni simili allo squillo di una tromba e al cigolio di una porta. Il repertorio vocale della specie è simile a quello del beluga, suo parente stretto, in particolare per quanto riguarda gli intervalli di frequenza dei fischi, la durata dei fischi e la velocità di ripetizione dei richiami pulsanti, ma i fischi dei beluga possono presentare una gamma di frequenza più elevata e tipi di fischio più diversificati.

### Riproduzione
Le femmine iniziano a riprodursi a partire dai sei-otto anni di età. L'accoppiamento ha luogo in aprile o maggio, quando i narvali si trovano sotto la banchisa al largo. La gestazione dura 14 mesi e i piccoli nascono tra giugno e agosto dell'anno successivo. Come in quasi tutti i mammiferi marini, la femmina partorisce un unico piccolo, lungo in media 1,6 metri e di colore uniformemente grigio o grigio-brunastro. Durante un conteggio estivo della popolazione lungo le insenature costiere dell'isola di Baffin, su un totale di 10000-35000 esemplari il numero dei piccoli è risultato variare dallo 0,05% al 5%: a quanto pare, un numero più alto di piccoli sarebbe correlato ad ambienti di parto e di svezzamento in insenature favorevoli. Sono stati documentati ibridi di narvalo e beluga (nello specifico figli di un maschio di beluga e di una femmina di narvalo): gli Inuit ne catturarono un esemplare, o forse addirittura tre, durante una delle loro battute di caccia. Non è noto se questi ibridi siano fertili o no. L'insolita dentatura riscontrata nell'unico cranio conservato indica che l'esemplare si nutriva sul fondale, proprio come fanno i trichechi: tali abitudini alimentari sarebbero pertanto diverse da quelle di entrambi i genitori.
Alla nascita i neonati sono rivestiti da un sottile strato di grasso che diventa più spesso man mano che assumono maggiori quantità di latte materno, ricco di grassi. I piccoli dipendono dal latte per circa 20 mesi. Questo lungo periodo di allattamento dà loro il tempo di apprendere le abilità necessarie per sopravvivere una volta raggiunta la maturità; tuttavia, anche in questo periodo, non si allontanano mai dalla madre per una distanza superiore al doppio di quella della loro lunghezza.

### Longevità e mortalità

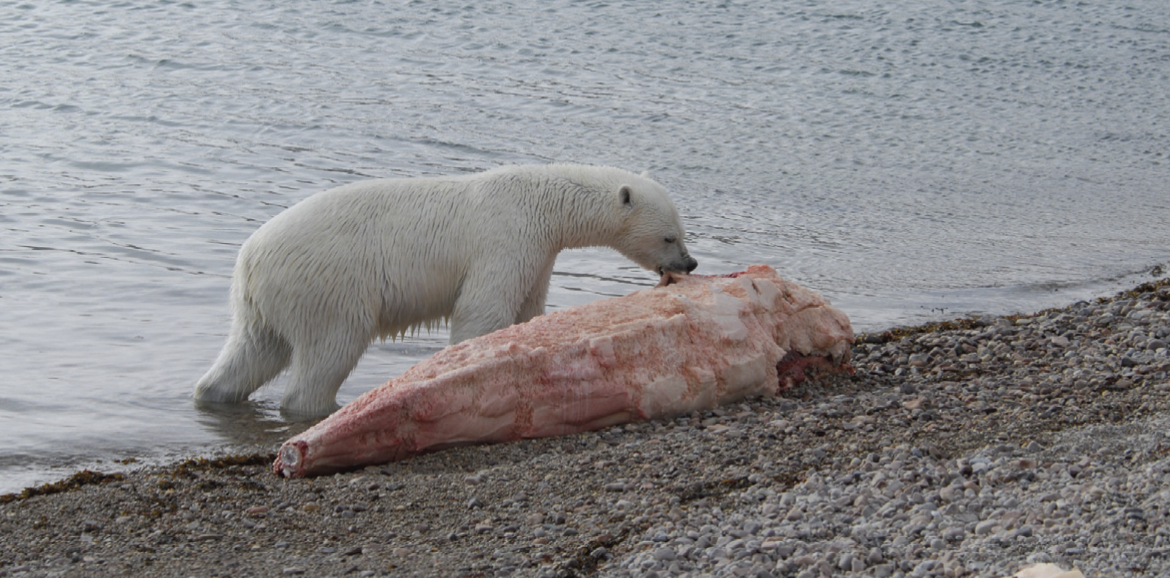
Un orso polare si nutre della carcassa di un narvalo

I narvali possono vivere in media 50 anni, ma le analisi della racemizzazione dell'acido aspartico del cristallino degli occhi lasciano ipotizzare una longevità di 115 ± 10 anni per le femmine e di 84 ± 9 anni per i maschi. Molti esemplari muoiono soffocati quando non riescono ad allontanarsi in tempo dalle acque artiche la cui superficie congela alla fine dell'autunno. Poiché i narvali hanno bisogno di respirare, annegano quando non riescono ad avere accesso alle acque aperte o quando lo strato di ghiaccio è troppo spesso da sfondare. La distanza massima di nuoto aerobico che possono effettuare tra un foro di respirazione e l'altro è inferiore a 1450 m, il che limita di gran lunga la superficie delle aree in cui possono vivere; inoltre, i fori devono essere larghi almeno mezzo metro affinché un esemplare adulto riesca a respirare. I più recenti intrappolamenti di massa registrati si sono verificati in condizioni di scarsità o di totale assenza di vento. Tali fenomeni possono coinvolgere fino a 600 esemplari e hanno luogo per lo più nelle aree di svernamento, come la baia di Disko. Nel più grande intrappolamento registrato, che ebbe luogo nel 1915 nella Groenlandia occidentale, rimasero intrappolati sotto il ghiaccio oltre 1000 narvali.
Nonostante la diminuzione della superficie ricoperta da ghiaccio marino, negli inverni 2008/09 e 2009/10 si verificarono numerosi casi di intrappolamento vicino ad aree dove i narvali erano soliti trascorrere l'estate, comprese due località dove non erano mai stati registrati intrappolamenti. Ciò fa ipotizzare che i narvali abbiano iniziato ad abbandonare in ritardo gli areali estivi. Le acque che circondano la Groenlandia vanno incontro all'avvezione (spostamento) del ghiaccio marino dalle aree circostanti a causa del vento e delle correnti: questo aumenta la variabilità della concentrazione del ghiaccio marino. Dal momento che i narvali sono molto attaccati ai propri terreni estivi, gli spostamenti dei narvali verso il mare aperto non sono correlati con i cambiamenti delle condizioni meteorologiche e del ghiaccio. Ciononostante, è necessario raccogliere ulteriori informazioni per determinare se la specie sia divenuta vulnerabile ai cambiamenti del ghiaccio marino. Sono noti anche casi di esemplari morti per fame.

### Predazione e caccia
I predatori principali del narvalo sono gli orsi polari, che catturano prevalentemente giovani esemplari in prossimità dei fori per respirare, e gli squali della Groenlandia. Le orche si raggruppano per sopraffare i narvali nelle acque poco profonde delle baie chiuse: in un caso documentato, ne uccisero a decine nel corso di un singolo attacco. Per sfuggire a predatori come le orche, i narvali fanno ricorso a immersioni prolungate per nascondersi sotto i banchi di ghiaccio, piuttosto che alla velocità.

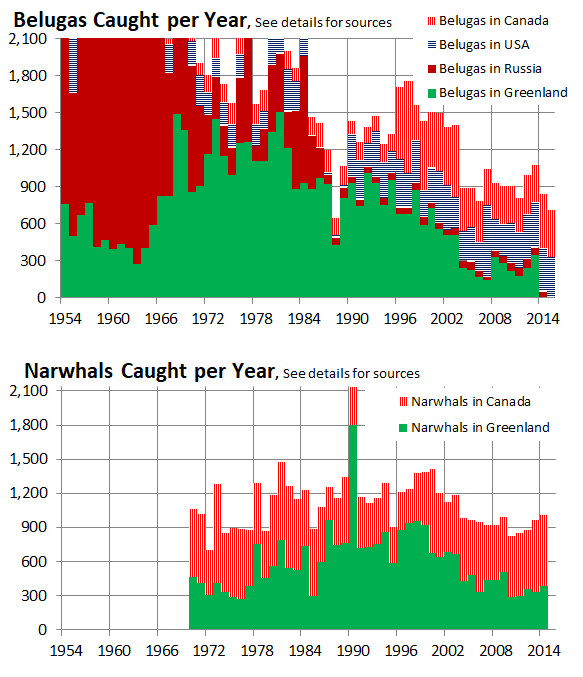
Catture di beluga e narvali

Anche l'uomo dà la caccia al narvalo: la pelle, le vertebre intagliate, i denti e la zanna vengono venduti, mentre la carne viene consumata o data in pasto ai cani. Ogni anno vengono uccisi circa 1000 narvali, 600 in Canada e 400 in Groenlandia. In Canada il prelievo annuale rimase stabile a questo livello negli anni '70, per poi scendere a 300-400 catture annue alla fine degli anni '80 e negli anni '90, e risalire di nuovo a partire dal 1999. In Groenlandia invece il prelievo fu maggiore negli anni '80 e '90, quando si registravano 700-900 catture annue.
Le zanne, sia grezze sia intagliate, vengono vendute sia in Canada sia in Groenlandia. In media vengono intagliate e vendute una o due vertebre e uno o due denti per narvalo. In Groenlandia la pelle (muktuk) viene venduta agli stabilimenti per la lavorazione del pesce e in Canada anche ad altre comunità. Una stima del guadagno lordo annuo ricavato dalla cattura di 81 esemplari nella baia di Hudson nel 2013 è stata di 530000 dollari canadesi, pari a 6500 dollari canadesi a esemplare. Tuttavia, il guadagno netto, dopo aver sottratto i costi di tempo e attrezzature, si è rivelato essere una perdita di 7 dollari canadesi per cacciatore. I cacciatori ricevono sussidi statali, ma continuano a cacciare per tradizione, piuttosto che per denaro, e gli esperti di economia hanno rilevato che il whale-watching potrebbe costituire una fonte di introiti alternativa. Dei 530000 dollari guadagnati, 370000 sono stati ricavati dalla vendita di pelle e carne, in sostituzione di carne di manzo, maiale e pollo che altrimenti avrebbe dovuto essere acquistata, 150000 dollari dalla vendita di zanne, vertebre e denti intagliati ricavati da maschi e 10000 dollari da vertebre e denti intagliati ricavati da femmine.

## Conservazione
Attualmente i narvali non sono una specie minacciata. Le stime della popolazione totale vanno da circa 50000 unità (stima del 1996) a circa 170000 (stima ricavata dalla somma dei vari censimenti nel periodo 2000-2017). Pur essendo considerati una «specie a rischio minimo» (Least Concern), alcune sottopopolazioni mostrano segni di diminuzione. Nel tentativo di garantirne la conservazione, l'Unione europea aveva stabilito il divieto di importazione delle zanne nel 2004, poi revocato nel 2010. Negli Stati Uniti l'importazione è vietata dal 1972 ai sensi del Marine Mammal Protection Act. I narvali sono animali difficili da tenere in cattività.

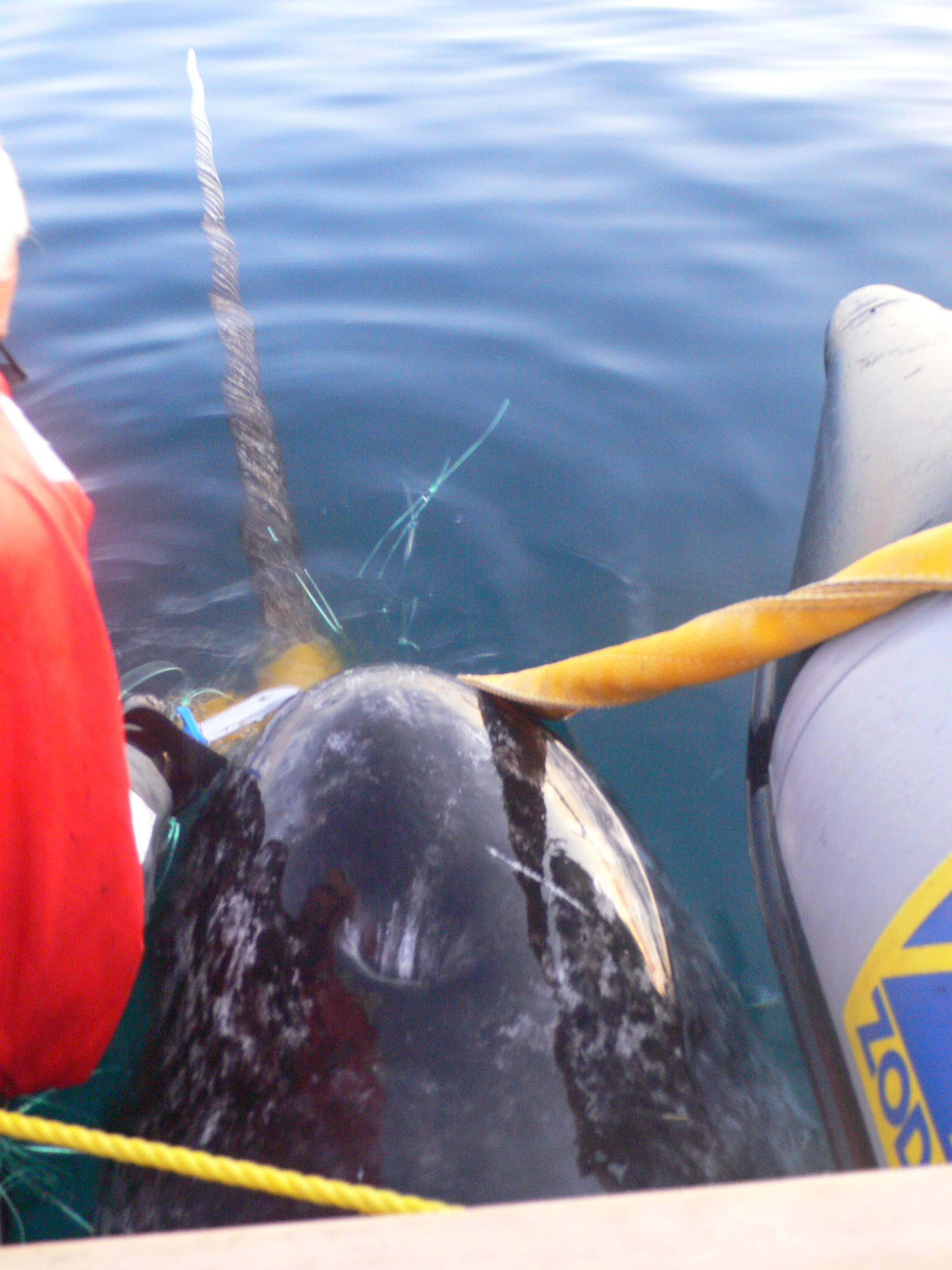
Un maschio catturato e munito di tag satellitare

Agli Inuit è consentito cacciare legalmente questo cetaceo, come discusso in precedenza nel capitolo «Predazione e caccia». I narvali sono stati oggetto di una caccia intensa al pari degli altri mammiferi marini, quali foche e balene, per il loro spesso strato di grasso. Quasi tutte le parti dell'animale, carne, pelle, grasso e organi interni, vengono consumate. Il muktuk, nome con cui è nota la pelle cruda e il grasso sottostante, è considerato una prelibatezza. Una o due vertebre per esemplare catturato vengono utilizzate per ricavarne utensili o oggetti di artigianato. La pelle è un'importante fonte di vitamina C, altrimenti difficile da trovare nella regione. In alcune località della Groenlandia, come Qaanaaq, vengono impiegati metodi di caccia tradizionali e i narvali vengono inseguiti con kayak fatti a mano e catturati con l'arpione. In altre parti della Groenlandia e del Canada settentrionale, invece, vengono utilizzate imbarcazioni veloci e fucili da caccia.
Crescendo, il narvalo accumula metalli pesanti nei suoi organi interni. Uno studio ha rivelato che molti metalli si trovano a bassa concentrazione nel grasso e ad alta concentrazione nel fegato e nei reni. Lo zinco e il cadmio si trovano in densità più elevate nei reni rispetto al fegato, mentre l'opposto vale per il piombo, il rame e il mercurio. La presenza di alcuni metalli è correlata con le dimensioni e il sesso. Durante lo sviluppo, è stato scoperto che il mercurio si accumula nel fegato, nei reni, nei muscoli e nel grasso e che il cadmio si deposita nel grasso.
Il narvalo è uno dei mammiferi marini artici più vulnerabili ai cambiamenti climatici a causa dell'alterazione della copertura del ghiaccio marino nel loro ambiente, specialmente nelle loro aree di svernamento settentrionali come l'area della baia di Baffin e dello stretto di Davis. I dati satellitari raccolti in questa zona mostrano che la quantità di ghiaccio marino è notevolmente diminuita. Si ritiene che i narvali apprendano nei primi anni di vita quali siano i propri terreni di foraggiamento, in modo da massimizzare la capacità di ricavare le risorse alimentari necessarie durante l'inverno. Tale strategia si concentra su una forte fedeltà al sito piuttosto che su risposte a livello individuale correlate alla distribuzione locale delle prede, e ciò fa sì che i narvali tornino sempre nelle stesse aree di foraggiamento durante l'inverno. Pertanto, nonostante le condizioni iniziali siano variate, i narvali continueranno a tornare nelle stesse aree durante la migrazione. Sebbene sia vulnerabile ai cambiamenti del ghiaccio marino, il narvalo mostra una certa flessibilità quando si tratta della scelta dell'habitat: la specie si è evoluta nel Pliocene superiore ed è quindi abituata a periodi di glaciazione e variabilità ambientale.
Una minaccia indiretta associata ai cambiamenti del ghiaccio marino è la maggiore esposizione ai cacciatori. Nel 2002 venne registrato un aumento delle catture di narvali da parte dei cacciatori di Siorapaluk che non sembrava essere associato a un incremento dell'attività: ciò implica che il cambiamento climatico potrebbe rendere il narvalo più vulnerabile alle catture. Gli scienziati sollecitano l'approvazione di quote di caccia sostenibili correlate al numero di esemplari delle popolazioni e la collaborazione delle agenzie governative per garantire che esse vengano accettate dai locali. Inoltre, le indagini sismiche correlate all'esplorazione petrolifera hanno interrotto i normali modelli di migrazione, che possono anche essere associati a un aumento del rischio di intrappolamenti sotto il ghiaccio marino.

## Nella cultura popolare

### Leggende

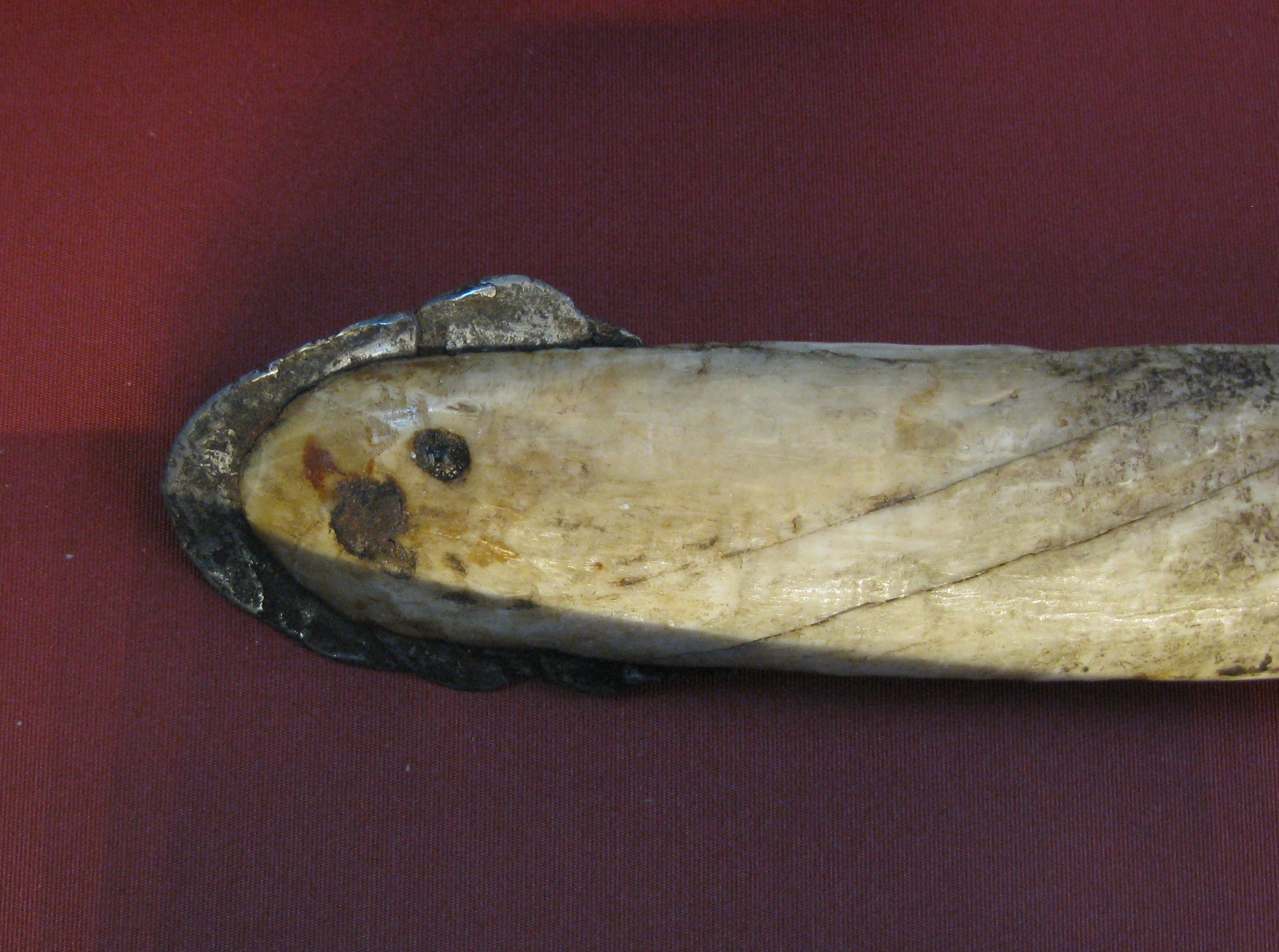
Una lancia inuit fatta con una zanna di narvalo e una punta di ferro ricavato da un meteorite (British Museum)

Secondo una leggenda inuit, il narvalo inizialmente era privo di zanna. Tale attributo divenne proprio dell'animale quando un grosso esemplare venne colpito da una donna con la corda di un arpione legata intorno alla vita. Il narvalo la trascinò nell'oceano, dove venne a sua volta trasformata in un narvalo, e i suoi capelli, che teneva attorcigliati in modo caratteristico, divennero la tipica zanna a spirale dell'animale.
Alcuni europei, nel Medioevo, credevano che la zanna del narvalo fosse il corno del leggendario unicorno. Poiché si riteneva che queste corna avessero poteri magici, come neutralizzare i veleni e curare la malinconia, i Vichinghi e altri mercanti del Nord riuscivano a venderle a un prezzo molte volte superiore al loro peso in oro. Le zanne venivano usate per fabbricare coppe che si pensava rendessero inoffensivo qualsiasi veleno che potesse essere stato sciolto in una bevanda. Una zanna di narvalo esposta nel castello di Warwick sarebbe, secondo la leggenda, una costola della mitica vacca chiamata «Dun Cow». Nel 1555, Olao Magno pubblicò il disegno di una creatura simile a un pesce con un corno sulla fronte, identificato correttamente come «Narwal». Nel XVI secolo, la regina Elisabetta I ricevette da Sir Humphrey Gilbert, che sosteneva provenisse da un «unicorno di mare», una zanna di narvalo del valore di 10000 sterline – l'equivalente del costo di un castello nel XVI secolo (pari a circa 1,5-2,5 milioni di sterline del 2007, utilizzando l'indice dei prezzi al dettaglio). Le zanne di narvalo erano un elemento immancabile dei gabinetti delle curiosità.

### Letteratura e arte

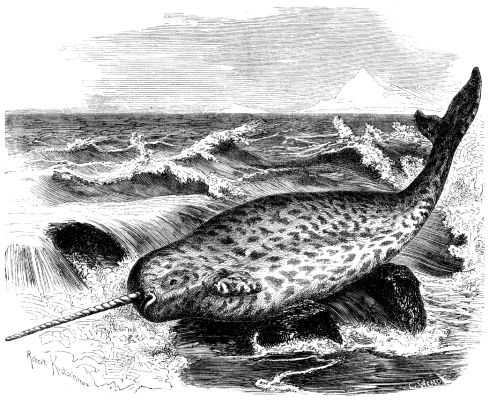
Disegno di un narvalo tratto dalla Vita degli animali del Brehm (1864-1869)

Nel romanzo di Jules Verne Ventimila leghe sotto i mari (1870), il narvalo viene indicato dal professor Pierre Aronnax come una delle due possibili spiegazioni al fenomeno dello «scoglio mobile» che affondava le navi che incontrava lungo il suo percorso (in realtà si trattava del sottomarino Nautilus). Aronnax afferma erroneamente che il narvalo, o «liocorno di mare», misuri 18 m di lunghezza. Anche stando così le cose, tuttavia, sarebbe stato necessario un narvalo cinque-dieci volte più grande affinché fosse in grado di far colare a picco delle navi.
Herman Melville scrisse un paragrafo sul narvalo nel suo romanzo Moby Dick (1851), nel quale afferma che una zanna di narvalo rimase appesa per «molto tempo» nel castello di Windsor dopo che Sir Martin Frobisher l'aveva donata alla regina Elisabetta. Sempre nella stessa sede afferma che i re danesi costruivano i loro troni con zanne di narvalo.